# Thou Shalt Not Steal (film)
Thou Shalt Not Steal er en amerikansk stumfilm fra 1917 af William Nigh.

## Medvirkende
- Virginia Pearson som Mary Bruce
- Claire Whitney som Madeleine
- Eric Mayne som Henry Bruce
- Mathilde Brundage som Mrs. Bruce
- John Goldsworthy som Lord Haverford